# Faustino (nombre)
Faustino es un nombre propio masculino de origen latino en su variante en español. Proviene del latino Faustinus, que a su vez deriva del nombre Fausto, por lo que significa relativo a Fausto, perteneciente a Fausto, de la familia de Fausto. También se le puede adjudicar el mismo significado que a Fausto: feliz, al que favorece la suerte.

## Variantes
- Femenino: Faustina.
- Diminutivo: Faustinito, Faustico, Faustito.

## Personajes célebres

### Santos
- San Faustino. Patrono de Brescia (Italia). Siglo II.
- San Faustino. Mártir, hermano de los mártires Santa Beatriz y San Simplicio. Siglo IV.
- San Faustino. Obispo de Brescia (Italia). Siglo IV.

## Títulos de obras
- Las ilusiones del doctor Faustino (1875). Novela de Juan Valera.
- Faustino Mayta visita a su prima. Película boliviana (2003) dirigida por Roberto Calasich.